# Hilda Stevenson-Delhomme
Hilda Stevenson-Delhomme (nacida Stevenson; 8 de marzo de 1912 - 4 de enero de 2001) fue una política, y médica seychellense. Además, fue la primera mujer política.

## Biografía
Nacida como Marie Hilda Stevenson en marzo de 1912, única hija de Ti Jean Stevenson y de Amelia Stevenson. Comenzó sus primeros estudios en los Conventos de Victoria, Seychelles; y Ayrshire, Escocia. Obtuvo su primer grado por la Skerry's College antes de iniciar estudios de medicina. Tenía una licenciatura por el Royal College of Surgeons of Edinburgh, el Royal College of Physicians y el Royal College of Surgeons.

## Carrera
En 1939, Stevenson-Delhomme volvió a las Seychelles donde practicó la medicina hasta que en 1944 volvió a Escocia para continuar su educación. Durante la Segunda Guerra Mundial, fue activa en servicios de emergencia en varios hospitales en Escocia. Volvió a las Seychelles después de la mala salud de su madre, y practicó medicina privada.
En 1948, fue elegida como miembro del Consejo Legislativo.
En 1952, Stevenson-Delhomme fue instrumental en la lucha contra la tuberculosis al fundar el Programa de Fondos de Tuberculosis para ayudar a los enfermos que fueron dados de alta del hospital. En 1954, se convirtió en oficial médica de la Sociedad de la Cruz Roja en las Seychelles. Se convirtió en la primera mujer parlamentaria de Seychelles después de su nombramiento como miembro de la Asamblea Nacional (Asamblea Nacional) en 1967 después de formar su propio partido político en 1964.

## Deceso
Murió el 4 de enero de 2001 en Francia, a los 88.

## Reconocimientos
- Comandante de la [Orden del Imperio Británico]
- Sirviendo como Hermana de la Orden de San Juan de Jerusalén[5]

## Legado
En reconocimiento a sus contribuciones a la política y a la salud en Seychelles, el camino de Stevenson-Delhomme en Saint Louis, Seychelles se nombró en su honor.